# Legendary Tales
Legendary Tales (с англ. — «Легендарные сказания») — дебютный альбом итальянской группы Rhapsody, вышедший в 1997 году, и открывающий цикл из пяти альбомов Algalord Cronicles — The Emerald Sword Saga («Хроники Алгалорда — Сага об Изумрудном Мече») со сквозным сюжетом. Автором обложки стал Эрик Филиппе.

## Концепция
История рассказывается от имени летописца Арезиуса.
Зачарованные Земли в опасности: орды демонов вторглись в их пределы. Короли Алгалорда, Эльгарда, Торальда и Эльнора объединились в союз, но терпят одно поражение за другим. Совет королей решает исполнить древнее пророчество: Воин Льда с далекого севера должен найти волшебный Изумрудный Меч, который принесет победу.
Герой с севера принимает на себя пророчество и является на их зов. Он отправляется в путь, вдохновленный прекрасными видами сказочного Леса Единорогов. Но его преследуют и видения ужасов войны в родном Анцелоте. От чародея Арезиуса из Эльгарда он узнает, что должен найти волшебный меч в запретных землях, и направляется на поиски врат.

## Список композиций
Все песни написаны Лукой Турилли и Алексом Старополи.
1. «Ira Tenax» — 01:13
2. «Warrior of Ice» — 05:57
3. «Rage of the Winter» — 06:09
4. «Forest of Unicorns» — 03:23
5. «Flames of Revenge» — 05:32
6. «Virgin Skies» — 01:20
7. «Land of Immortals» — 04:50
8. «Echoes of Tragedy» — 03:31
9. «Lord of the Thunder» — 05:31
10. «Legendary Tales» — 07:49

Бонус-треки
1. «Emerald Sword» — 04:21
2. «Where Dragons Fly» — 04:34
3. «Land Of Immortals (Remake)» — 04:51

## Участники записи

### Rhapsody
- Лука Турилли — гитара
- Фабио Лионе — вокал
- Алекс Старополи — клавишные
- Даниэле Карбонера — ударные

### Приглашённые музыканты
- Мануэле Старополи — флейта
- Саша Паэт — бас-гитара, акустическая гитара, мандолина (менеджер группы)
- Роберт Хунек — бас-гитара
- Анна Шнайдер, Хелия Дэвис — скрипка
- Оливер Копф — виола
- Поль Бонке — виолончель
- Андре Нейгенфильд — контрабас
- Лоуренс Вэнрайн — детский голос в «Trolls in the Dark»
- Томас Реттке, Чинция Риццо, Роберт Хунеке-Риццо, Миро Роденберг, Вольфганг Хербст, Татьяна Блох — хор